# Matthew Carle
Matthew „Matt“ Carle (* 25. September 1984 in Anchorage, Alaska) ist ein ehemaliger US-amerikanischer Eishockeyspieler. Der Verteidiger absolvierte 857 Spiele in der National Hockey League für die San Jose Sharks, Tampa Bay Lightning, Philadelphia Flyers und Nashville Predators. Mit den Nationalmannschaften seines Heimatlandes gewann er Goldmedaillen bei den U18- und U20-Junioren-Weltmeisterschaften sowie die Bronzemedaille bei der Herren-Weltmeisterschaft 2013.

## Karriere
Carle spielte zunächst in den Spielzeiten 2001/02 und 2002/03 im USA Hockey National Team Development Program des US-amerikanischen Eishockeyverbandes und die River City Lancers in der United States Hockey League. Im Sommer wurde er im NHL Entry Draft 2003 in der zweiten Runde an 47. Stelle von den San Jose Sharks ausgewählt. Nachdem er mit der University of Denver die Saison 2005/06, seine insgesamt dritte Saison am College, beendet hatte und dabei den Hobey Baker Memorial Award für den besten College-Spieler des Jahres erhalten hatte, unterzeichnete er kurz vor Ende der regulären Saison einen Profi-Vertrag bei den Sharks. Gleich in seinem ersten Spiel gegen die Minnesota Wild erzielte Carle seinen ersten Treffer. Er war der zehnte Spieler in der Sharks-Historie, dem dies gelang.

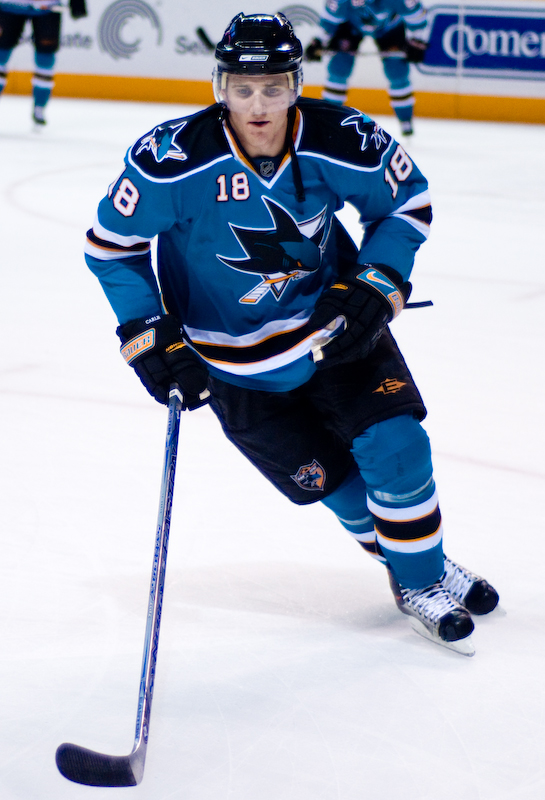
Carle im Trikot der San Jose Sharks

Im Verlauf der Saison 2006/07 entwickelte sich Carle zu einer festen Größe in San José und füllte eine tragende Rolle im Powerplay-Spiel aus. Nach schwächeren Leistungen im Dezember 2006 wurde er am 2. Januar 2007 in die American Hockey League zu den Worcester Sharks, dem Farmteam von San Jose, geschickt. Nach nur drei Spielen für Worcester kehrte er am 12. Januar nach San Jose zurück und konnte in bei seinem Comeback in Phoenix gleich einen Treffer markieren. Zudem wurde Carle für das im Rahmenprogramm des NHL All-Star Game stattfindende YoungStars Game nominiert und lief als einer von vier Verteidigern für das Team der Western Conference auf. Seine erste komplette NHL-Saison beendete er als punktbester Rookie-Verteidiger der gesamten Liga mit großem Vorsprung auf den zweitplatzierten. Dies bescherte ihm die Wahl ins NHL All-Rookie Team. Die Leistungen aus der Vorsaison konnte er in der Spielzeit 2007/08 nicht wiederholen. Durch viele Fehler im Defensivspiel und einer deutlichen Verschlechterung im Offensivbereich geriet der Verteidiger zunehmend in die Kritik und verlor auch zeitweise seinen Stammplatz, nachdem er im Sommer 2007 einen gut dotierten neuen Vertrag erhalten hatte. In der Folge wurde er im Zuge eines Umbruchs in der Defensive der Sharks gemeinsam mit Ty Wishart und zwei Draftpicks für Dan Boyle und Brad Lukowich zu den Tampa Bay Lightning transferiert. Diese trennten sich jedoch nur wenige Spiele in die Saison 2008/09 hinein von ihm, als sie ihn gemeinsam mit einem der zwei aus San Jose erhaltenen Draft-Picks für Steve Eminger und Steve Downie zu den Philadelphia Flyers abgaben.
Carle verbrachte in der Folge vier Saisons bei den Flyers, ehe er sich im Sommer 2012 erneut den Tampa Bay Lightning anschloss, die ihn mit einem Sechsjahresvertrag ausstatteten. Im Juni 2016 kauften ihn die Lightning jedoch aus seinen verbleibenden zwei Vertragsjahren heraus (buy-out), sodass er im Juli gleichen Jahres einen Einjahresvertrag den Nashville Predators unterzeichnete. Für die Predators absolvierte Carle bis November 2016 sechs NHL-Einsätze, ehe der Verteidiger das Ende seiner aktiven Karriere verkündete und sein Vertrag in Nashville somit vorzeitig auflösen ließ.

### International
Carle spielte, dadurch dass er sich im USA Hockey National Team Development Program befand, für die US-Nationalmannschaft bei der U18-Junioren-Weltmeisterschaft 2002 und der U20-Junioren-Weltmeisterschaft 2004. Bei beiden Turnieren konnte Carle mit dem jeweiligen Team die Goldmedaille gewinnen.
Bei der Weltmeisterschaft 2013 in Stockholm und Helsinki war er erstmals im Kader der Herren-Nationalmannschaft und gewann mit dieser die Bronzemedaille.

## Erfolge und Auszeichnungen
| - 2003 USHL First All-Star Team - 2003 USHL Defenseman of the Year - 2004 WCHA All-Rookie Team - 2005 WCHA First All-Star Team - 2005 NCAA West First All-American Team - 2005 NCAA Championship All-Tournament Team | - 2006 WCHA First All-Star Team - 2006 NCAA West First All-American Team - 2006 WCHA Player of the Year - 2006 Hobey Baker Memorial Award - 2007 Teilnahme am NHL YoungStars Game - 2007 NHL All-Rookie Team |

### International
- 2002 Goldmedaille bei der U18-Junioren-Weltmeisterschaft
- 2004 Goldmedaille bei der U20-Junioren-Weltmeisterschaft
- 2013 Bronzemedaille bei der Weltmeisterschaft

## Karrierestatistik

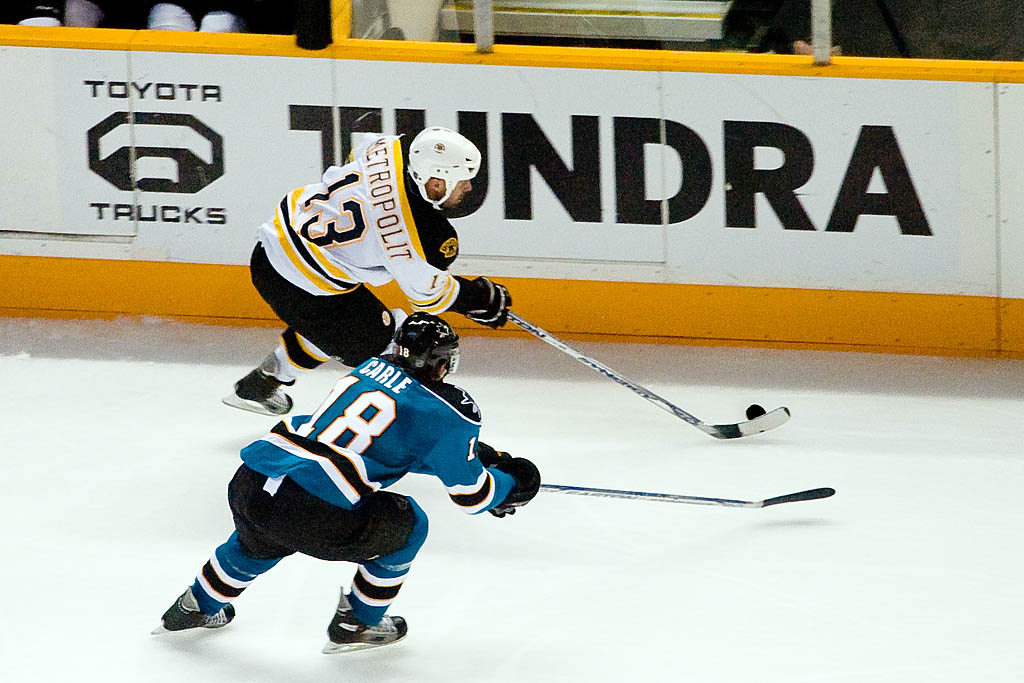
Carle (grünes Trikot) im Duell mit Glen Metropolit von den Boston Bruins

### International
Vertrat die USA bei:
- U18-Junioren-Weltmeisterschaft 2002
- U20-Junioren-Weltmeisterschaft 2004
- Weltmeisterschaft 2013

(Legende zur Spielerstatistik: Sp oder GP = absolvierte Spiele; T oder G = erzielte Tore; V oder A = erzielte Assists; Pkt oder Pts = erzielte Scorerpunkte; SM oder PIM = erhaltene Strafminuten; +/− = Plus/Minus-Bilanz; PP = erzielte Überzahltore; SH = erzielte Unterzahltore; GW = erzielte Siegtore; 1 Play-downs/Relegation; Kursiv: Statistik nicht vollständig)